# Ivanofrankivský rajón
Ivanofrankivský rajón (ukrajinsky Івано-Франківський район) je rajón v Ivanofrankivské oblasti na Ukrajině. Hlavním městem je Ivano-Frankivsk a rajón má přibližně 560 tisíc obyvatel. 

## Města v rajónu
- Burštyn
- Halyč
- Ivano-Frankivsk
- Rohatyn
- Tlumač
- Tysmenycja